# PEDOT:PSS

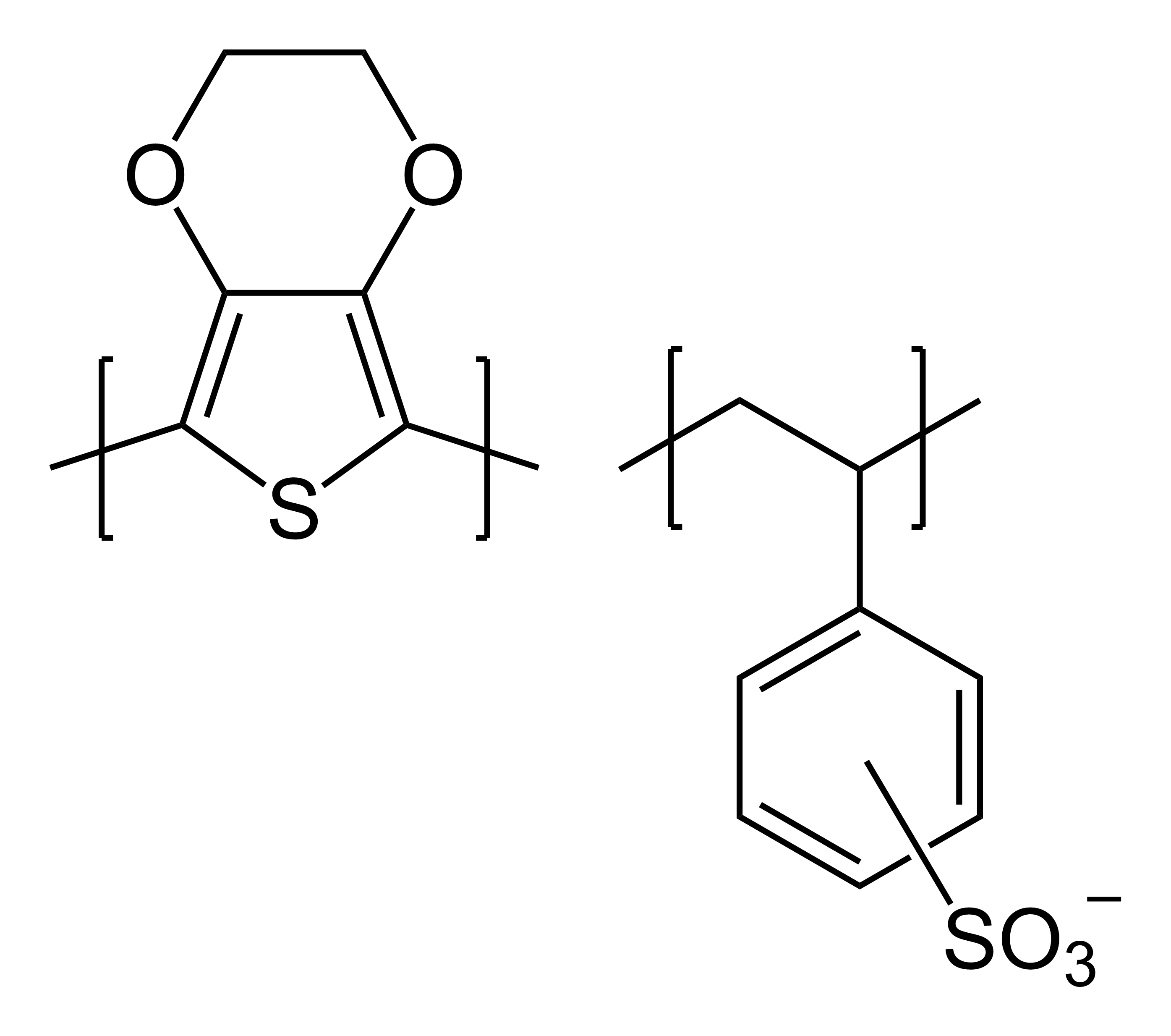
PEDOT et PSS

Le sigle PEDOT:PSS désigne un mélange de deux polymères, le poly(3,4-éthylènedioxythiophène) (PEDOT) et le poly(styrène sulfonate) de sodium (PSS). Le premier est un polymère conjugué dérivé du polythiophène dont une fraction des atomes de soufre est protonée avec une charge positive, tandis que le second est un polystyrène sulfoné chargé négativement dont une fraction des groupes sulfonate SO3− porte un ion sodium Na+. C'est un matériau polymère conducteur transparent très ductile.
Avec l'adjonction de solvants tels que la N-méthylpyrrolidone (NMP), le diméthylsulfoxyde (DMSO) voire le sorbitol, la conductivité du PEDOT:PSS augmente de plusieurs ordres de grandeur, ce qui permet de l'utiliser à la place de l'oxyde d'indium-étain (ITO) pour réaliser des électrodes transparentes telles que des écrans tactiles, des diodes électroluminescentes organiques ou des papiers électroniques.
Le PEDOT:PSS est généralement employé avec des gels en émulsion dans l'eau. On peut le déposer sur des surfaces selon plusieurs procédés, par exemple par « spin coating » puis chauffage pour sécher l'eau. Des formulations spéciales d'encres à PEDOT:PSS dans des solvants plus ou moins volatils ont été développées pour différents procédés d'enduction. Il est possible de lyophiliser de telles encres, qui peuvent être redispersées dans un solvant déterminé en fonction de l'usage qu'on veut en faire, par exemple de l'éthanol pour obtenir une encre à séchage rapide pendant l'impression.
Le PEDOT:PSS est un complexe moléculaire somme toute fragile, qui se dégrade sous l'effet du rayonnement ultraviolet ainsi que d'une température ou d'une humidité trop élevées ; il existe des stabilisateurs UV pour prévenir une dégradation trop rapide.
L'une des applications les plus prometteuses de ce type de composés est la réalisation de cellules photovoltaïques en polymères, où le PEDOT:PSS intervient comme donneur d'électrons sous l'effet d'un rayonnement électromagnétique.

## Propriétés mécaniques
Comme le PEDOT:PSS est surtout utilisé pour faire des couches minces, plusieurs méthodes ont été développées pour mesurer précisément ses propriétés mécaniques comme des tests de tension, de flexion, d'adhésivité, des essais de flambage pour mesurer son module de Young et des tests de flexion sur PDMS et polyéthylène.
Bien que le PEDOT: PSS ait une  mobilité des porteurs de charge inférieure à celle du silicium, qui peut également être inclus dans l’électronique flexible grâce à l’incorporation de structures de soulagement des contraintes, un PEDOT: PSS suffisamment flexible peut permettre un traitement à moindre coût, tel que le traitement rouleau à rouleau.
Les caractéristiques les plus importantes d’un semi-conducteur organique utilisé dans les architectures à couches minces sont un faible module dans le régime élastique et une étirabilité élevée avant rupture.
Ces propriétés ont démontré une corrélation forte à l'humidité relative.
À une humidité relative élevée (>40%) les liaisons hydrogène sont affaiblies dans le PSS en raison de l’absorption d’eau qui conduit à une tension plus élevée avant la rupture et un module d’élasticité plus faible. À faible humidité relative (<23%), la présence d’une forte liaison entre les grains PSS conduit à un module plus élevé et à une déformation plus faible avant la rupture. On présume que les films à une humidité relative plus élevée échouent par fracture intergranulaire, tandis qu’une humidité relative plus faible entraîne une fracture transgranulaire.
Des additifs comme le 3-glycidoxypropyltriméthoxysilane (GOPS) peuvent améliorer considérablement la stabilité mécanique dans les milieux aqueux même à de faibles concentrations de 1% en poids sans entraver de manière significative les propriétés électriques.
Le PEDOT:PSS montre également des propriétés auto-guérison lorsque submergé dans de l'eau après avoir subi des dommages physiques (coupure, fissure, etc.). Cette capacité d’auto-guérison est proposée pour être rendue possible par la propriété hygroscopique du PSS −.
Les additifs PEDOT: PSS courants qui améliorent la conductivité électrique ont des effets variables sur l’auto-guérison. Alors que l'éthylène glycol améliore l’auto-guérison électrique et mécanique, l'acide sulfurique réduit le premier mais améliore le second, probablement parce qu’il subit une autoprotolyse. Le polyéthylène glycol améliore l’auto-guérison électrique et thermoélectrique, mais réduit l’auto-guérison mécanique.
Le PEDOT: PSS est également attrayant pour les applications textiles conductrices. Bien qu’il en résulte des propriétés thermoélectriques inférieures, il a été démontré que la rotation par voie humide (wet spinning) entraîne une conductivité élevée et des fibres rigides en raison de l’alignement préférentiel des chaînes polymères pendant l’étiage des fibres.